# Glittertind
Glittertind — норвезький рок-гурт, що грає у стилі фолк/викинг-метал, викинг-рок, хардкор-панк. ЗаснованаТурбйрном Сандвіком (Torbjørn Sandvik, р. 1985) в 2001 році.
Названа на честь гори Гліттертінд (2464 м) — однією з найвищих у Скандинавських горах (найвища Гальгепігген). Розташована у серці Скандинавських гір — в гірському масиві Ютунхеймен (Ісполіновий Край), де більше 60 вершин, що мають висоту понад 2000 м.
Перший альбом гурту вміщує кавери на норвезькі і національні народні пісні.

## Історія
Glittertind розпочався як сольний проєкт, в якому Турбйорн Сандвік випустив альбоми «Evige Asatro» (2004) і «Til Dovre Faller» (2005) на нідерландському лейблі Karmageddon Media. Альбоми були надихнуті значними історичними наративами і музично поєднували елементи панк-року, хеві-металу та фолку. У 2008 році до проєкту приєднався Гейрмунд Сімонсен. Сімонсен мав досвід як органіст церкви, продюсер і композитор для театру, кіно та телебачення, що суттєво відрізняло його від Сандвіка, який в основному мав досвід в гуртах панку та металу. Разом вони вважали, що це може призвести до створення чогось унікального. У 2009 році вони випустили альбом «Landkjenning« (2009) на лейблі Napalm Records (Universal Germany).
У 2010 році Glittertind став повноцінним гуртом, а у 2013 році гурт випустив свій перший альбом на норвезькому лейблі Indie Recordings під назвою «Djevelsvart». Альбом надихався письменниками XIX століття, які писали про те, що означає бути сучасним чоловіком. Під час роботи над альбомом дівчина Турбйорна захворіла на рак, і він знайшов підтримку в відчутті відчаю у роботах письменників XIX століття. Також на альбом вплинули настрої в Норвегії після терористичних атак 22 липня. Пісня «Sprekk for sol»  була присвячена одному з жертв Утойа, Торюсу Якобсену Блаттманну, і його боротьбі проти ідеологій ненависті. 

## Дискографія

### Альбоми
- Mellom Bakkar Og Berg (demo) (Ultima Thule Records, 2002) CD  [Архівовано 24 червня 2018 у Wayback Machine.]
- Evige Asatro (demo) (Ultima Thule Records, 2003) CD  [Архівовано 3 жовтня 2011 у Wayback Machine.]
- Evige Asatro (Karmageddon Media, 2004) CD  [Архівовано 28 березня 2012 у Wayback Machine.]
- Til Dovre Faller (Karmageddon Media, 2005) CD  [Архівовано 28 березня 2012 у Wayback Machine.]
- Evige Asatro / Til Dovre Faller 2CD (Napalm Records, 2009) 2CD  [Архівовано 24 червня 2018 у Wayback Machine.]Landkjenning (Napalm Records, 2009) CD  [Архівовано 24 червня 2018 у Wayback Machine.]

### Компіляції
- Carolus Rex 5 (Ultima Thule Records, 2001) CD  [Архівовано 28 березня 2012 у Wayback Machine.]
- Carolus Rex 6 (Ultima Thule Records, 2002) CD  [Архівовано 28 березня 2012 у Wayback Machine.]
- Carolus Rex 7 (Ultima Thule Records, 2004) CD  [Архівовано 28 березня 2012 у Wayback Machine.]
- Nothing Burns like Napalm Vol II (Napalm Records) 2009 CD
- Fear Candy 68 (Terrorizer) 2009 CD  [Архівовано 24 червня 2018 у Wayback Machine.]
- Metal Hammer #193: Battle Metal VIII (Metal Hammer) 2009 CD
- Sweden Rock Magazine #62 (Sweden Rock Magazine) 2009 CD

## Склад
- Torbjørn Sandvik — вокал, гітара, бас, ударні, клавішні
- Geirmund Simonsen — гітара, бас, ударні, акордеон, синтезатори, орган (с 2008)
- Stefan Theofilakis — флейта, вокал (с 2010)
- Geir Holm — ударні (с 2010)
- Bjørn Nordstoga — бас (с 2010)
- Olav Aasbø — гітара, вокал (с 2010)